# Idris Almamune
Abul Alá Idris Almamune, também denominado como Abul Alá Almamune Idris ibne Almançor (em árabe: أبو العلا المأمون إدريس بن المنصور; romaniz.: Abū Al-`lā Al-Mā'mūn Idrīs ibn Al-Manṣūr) e Idris I, foi um rei de Marrocos do  Califado Almóada, que reinou entre 1227 e 1232. Foi antecedido no trono por Iáia Almotácime, e foi seguido no trono por Abedalá Aluaide II.